# 金鍾學
金鍾學（韓語：김종학，1951年11月5日—2013年7月23日），韓國電視劇導演、製作人，在韓國電視劇界可稱是「金牌製作人」、「製作人CEO」的鼻祖。
1977年進入MBC電視台，1981年電視劇《搜查班長》為他的出道作品。其導演代表作是與宋智娜作家合作打造的《黎明的眼睛》和《沙漏》，這兩部電視劇在韓國曾分別創下58.4%以及64.5%的單集收視率（以首都圈計），而《沙漏》整部戲的全國平均收視率高達50.8%。1991至1992年，他所執導的《黎明的眼睛》以不亞於電影的鴻大規模開創了大製作電視劇時代，此次的成功促使金鍾學晉升為頂級導演，1995年離開MBC電視台選擇獨立PD之路，拍攝了萬人空巷的《沙漏》。1998年，成立金鍾學製作公司，正式涉足製片領域。
2013年6月，金鍾學因為電視劇《信義》的演員片酬糾紛，涉嫌瀆職、貪污公款、詐騙而被起訴，並受到警方調查，當時警方傳喚在中國滯留的金鍾學並對其限制出境。2013年7月23日上午10點，金鍾學被發現陳屍在京畿道城南市的一家旅館客房。從屋內的木炭和遺書來看，推測可能是自殺，而他在遺書中說到對不起家人，未提及被起訴的相關內容。

## 經歷
- 1977年：MBC PD
- 1995年－2009年：金鍾學製作公司代表理事
- 2010年10月：第2屆首爾文化藝術大賞評審委員

## 導演作品
- 1981年：MBC《搜查班長（朝鲜语：수사반장）》
- 1988年：MBC《人間市場（朝鲜语：인간시장 (드라마)）》
- 1989年：MBC《第5列》
- 1991年：MBC《黎明的眼睛》
- 1995年：SBS《沙漏》
- 1998年：SBS《白夜3.98（朝鲜语：백야 3.98）》
- 2001年：SBS《神話（朝鲜语：신화 (드라마)）》
- 2002年：SBS《大望》
- 2005年：SBS《春日》
- 2007年：MBC《太王四神記》
- 2012年：SBS《信義》

## 電影製作
- 1997年：《情陷撒哈拉》
- 1997年：《婦產科》

## 外部連結
- NAVER （页面存档备份，存于）